# Rudolf Steinerskolan, Helsingfors
Rudolf Steinerskolan, (finska: Rudolf Steiner-koulu) var ett finskt- och svenskspråkigt läroverk 1955-1976 i Helsingfors med rötter i waldorfpedagogik. Vid övergången till grundskolsystemet 1977 bildades Rudolf Steinerskolan i Helsingfors (finska: Helsingin Rudolf Steiner-koulu) med förskola, grundskola och gymnasium.

## Historik
Rudolf Steinerskolan i Helsingfors grundades 1955 och var den första Steiner-skolan i Finland. Först verkade skolan som en femklassig mellanskola med ett fyraklassigt gymnasium. Från 1964 blev mellanskolan sexårig och gymnasiet treårigt.
Till en början hade skolan inget eget stort skolhus, utan undervisningen skedde i lägenheter och hyrda lokaler. År 1958 invigdes skolans egna utrymmen vid Lärkträdsvägen 6 i Mejlans, vilka utvidgades 1968. År 1968 fick skolan rätt att dimittera studenter. År 1977, vid övergången till grundskolsystemet, bildades Rudolf Steinerskolan i Helsingfors (finska: Helsingin Rudolf Steiner-koulu) med förskola, grundskola och gymnasium. Samma år antogs den så kallade "steinerskolelagen" av riksdagen.
År 2009 fanns det i Finland - inklusive skolan i Helsingfors - 26 steinerskolor och ungefär 40 daghem med steinerpedagogik. Alla steinerskolor lyder under den officiella undervisningsplanen.